# Kaposvári Tömegközlekedési Zrt.
Kaposvári Közlekedési Zártkörűen Működő Részvénytársaság ([ˈkɒpoʃvːɾi ˈkøzlɛkɛdeːʃi ˈzaːɾtkøɾyːɛn ˈmyːkødøː ˈɾeːsveːɲˌtaːɾʃɑʃaːg], KTRT) est la compagnie de transport en commun de Kaposvár. 